# プリティ・パテル
プリティ・スシル・パテル (Priti Sushil Patel, 1972年3月29日 - ) は、イギリスの政治家。

## 来歴
ロンドンで生まれる。パテルの両親はインドのグジャラート州出身であり、ウガンダに移住したが、イディ・アミンがアジア系コミュニティーを排除する前にウガンダを去った。両親は中小企業の経営者でもあったという。
パテルはワトフォードで育ち、キール大学に進学し経済学を学ぶ。その後、エセックス大学の大学院で学ぶ。1990年代後半にウィリアム・ヘイグの副報道官となる。2015年の総選挙で保守党が勝利した後、労働・年金省の雇用担当大臣に就任する。第1次メイ内閣、第2次メイ内閣では国際開発大臣に就任したが、2017年8月に家族でイスラエルに旅行した際に首相官邸や外務省に無断でベンヤミン・ネタニヤフ首相ら要人と12件の会談を行い、11月8日に大臣を辞任した。
2019年7月24日にジョンソン内閣の内務大臣に就任。2022年9月5日にリズ・トラス外相が保守党党首に選出された直後に、6日付で内務大臣を辞任すると表明。
2024年の総選挙で野党に転落したことで党首を辞任したリシ・スナクの後継を選ぶ党首選挙に立候補したが、第1回目の投票で6人中最下位となり早々に脱落した。

## 政治的立場
パテルは保守党の中でも右派に位置すると見られており、尊敬する政治家にマーガレット・サッチャーを挙げている。大臣になる前には保守党内の議員連盟「1922年委員会」に所属しており、また親イスラエル議員の議員連盟「保守党イスラエルの友」のメンバーである。「保守党イスラエルの友」では副議長も務めた。
2011年9月にはBBCの番組『クエスチョン・タイム』では死刑復活論を唱えて注目を集めたが、与野党から強い批判を浴び後に撤回している。また彼女は囚人の選挙権行使に強く反対し、彼女の選挙区の殺人事件で絶対的終身刑の判決を受けたジェレミー・バンバー受刑者が、冤罪を訴えてメディアにアクセスすることにも反対した。
パテルは一貫して同性婚反対論者であり、2013年の結婚法(同性婚法)に反対票を投じた。

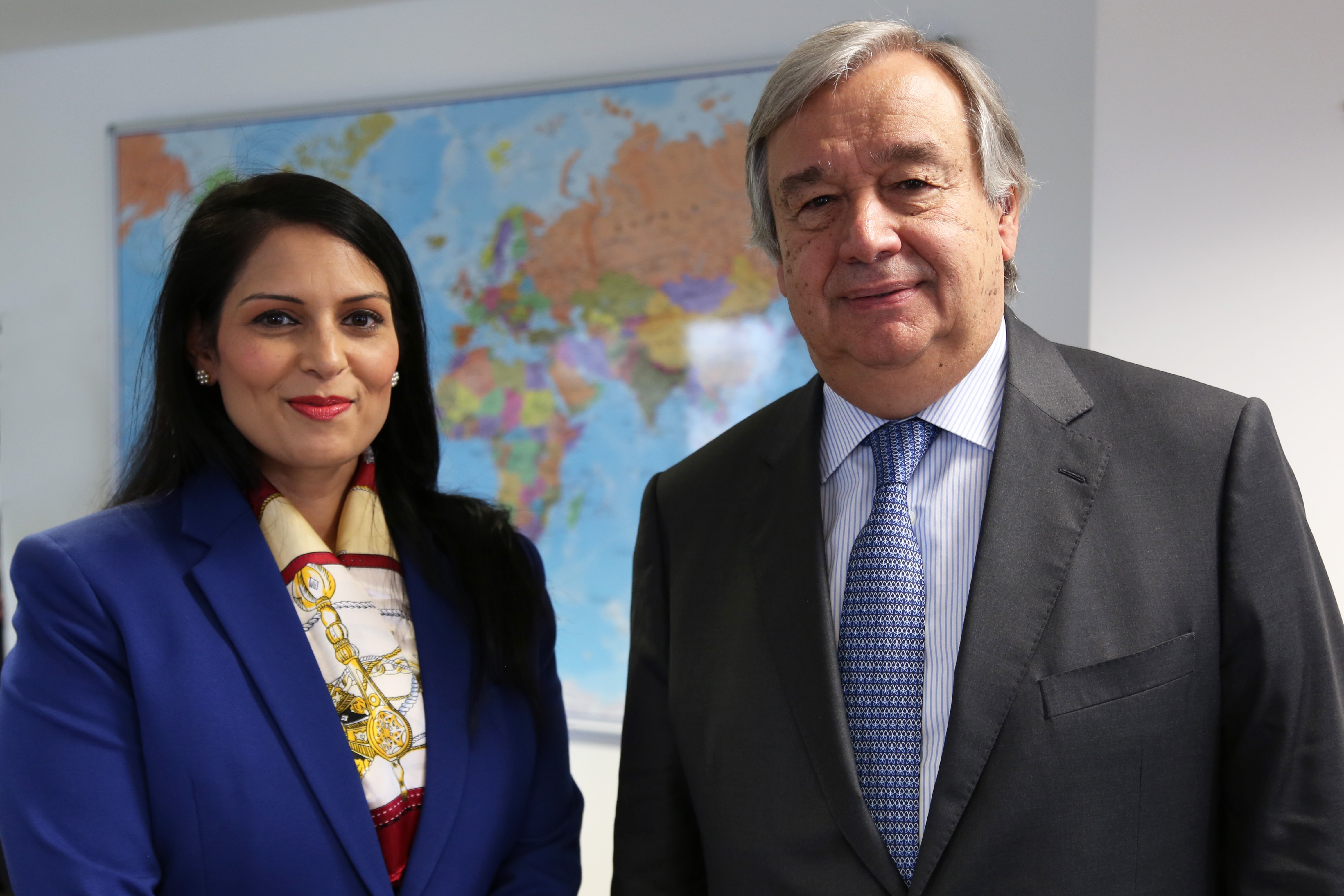
アントニオ・グテーレス国連事務総長と（2016年11月15日）

パテルは反EU派の下院議員であり、EUを離脱することで英国の民主主義を強くし、英国の女性の地位をさらに高めることができると考えている。英国のユーロ加盟にも強く反対している。
パテルは若年期の1992年にポンド危機を経験しており、これが彼女を強固な欧州懐疑論者にしたと言われている。その当時の金利は10から12%であり、15%まで上昇する恐れもあった。
「私の父は（日本でいうコンビニエンス・ストアのような）小さい店を持っていました。その時にナーシング・ケア・ホームも買っていたので、銀行からお金を借りなければいけなかったのです。その時に私は、なんてことが起こっているんだと思いながらラジオでニュースを聴いていました。」
パテルの両親が銀行から資金を借りて営んでいた介護老人福祉業は、金利高騰のためひどい事態になっていた。
「その時に私の欧州への見方は決まりました。EUは英国経済にひどいことを行い、結局これで人々は仕事や住居を失ったんです。私の両親は資産、金融・年金関連の有価証券を失いましたが、それでも私達はラッキーなほうでした。（有価証券などをパテル一家から取り戻した）金融機関はハゲタカでしたね。」

パテルは2016年6月に行われた英国のEUからの離脱の是非を問う国民投票において、EU離脱のためのキャンペーンを展開した。EU離脱を支持する理由の一つとして、移民のコントロールを挙げている。英国がEUを離脱することで、英国の国境審査を強化できるというものである。2010年総選挙の保守党のマニフェストは移民の数を数万人に抑えるというものだったが、実際にはかなりの移民が英国に移住した。彼女はEUを離脱すれば、マニフェストでの目標を（EU離脱の）初年度で達成できると述べている。